# Tallkalah ostroma
2011. május 14-én a szíriai polgárháború alatt a Szíriai Hadsereg hadműveletet indított a szíriai Tallkalah városa ellen. A kormány szerint terrorista csoportokat vett célba, miközben a szíriai ellenzék szerint a tüntetők elleni beavatkozásról volt szó.

## A hadművelet
Május 15-én a Szíriai Hadsereg a libanoni határon behatolt Tallkalah városába. Ezt olyan hírek követték, melyek szerint a hadsereg lemészárolta a szíriai ellenzék több tagját. A hírek forrása leginkább azon civilek voltak, akik az erőszak elől a Nahr al-Kabir folyón keresztül Libanonba menekültek.
Május 19-re a hadsereg befejezte a hadműveletét, és elkezdte csapatait kivonni Tallkalahból.

## Külső hivatkozások
- We Live as in War Archiválva 2014. augusztus 30-i dátummal a Wayback Machine-ben, Human Rights Watch, 2011. november 11.
- By All Means Necessary! Archiválva 2015. július 18-i dátummal a Wayback Machine-ben, Human Rights Watch, 201. december 16.

Koordináták: é. sz. 34,6773°, k. h. 36,2504°34.677300°N 36.250400°E